# Субконтрактинг
Субконтрактинг (субконтрактация) — одна из форм производственного (промышленного) аутсорсинга, применяемая промышленными предприятиями для оптимизации производственных процессов. Заключается в том, что одно промышленное предприятие (контрактор) размещает на другом предприятии (субконтракторе) заказ на разработку или изготовление некоторой продукции, или на выполнение технологических процессов в соответствии с требованиями заказчика, позволяющее компании-контрактору выстроить более действенную и эффективную организационную структуру производства.
Применение механизма субконтрактации (субконтрактинга) позволяет головному предприятию (контрактору) избавиться от непроизводительных издержек на содержание недозагруженных производственных мощностей и сконцентрировать усилия на важнейших задачах — технологическом перевооружении, обновлении модельного ряда выпускаемой продукции. Субконтракторы (как правило, малые и средние предприятия), выполняя работы по субконтрактам, достигают высокого уровня загрузки оборудования и высокой производительности. Применение механизма субконтрактации позволяет оптимизировать процесс производства и существенно повысить конкурентоспособность, как на уровне предприятия, так и на уровне региона.